# جبل الدير (السودان)
جبل الدير هو جبل ناري في وسط السودان. يرتفع أكثر من 1000 متر فوق التضاريس المحيطة و 1451 متر فوق مستوى سطح البحر. من الواضح أن جوانب الجبل قد عُرِيت من الغطاء النباتي، على الرغم من وجود الماء في بعض قنوات الجداول المتعرجة داخل الوديان المظلمة والمزروعة.
باستثناء جبل الدير، فإن معظم المنطقة مسطحة إلى حد ما. مناخ الجبل حار وشبه جاف ومناسب بشكل هامشي للزراعة المعيشية وكذلك للمحاصيل التجارية مثل : الفول السوداني والسمسم والصمغ العربي.